# 1888 en philosophie
Chronologie de la philosophie
- 1884
- 1885
- 1886
- 1887
- 1888
- 1889
- 1890
- 1891
- 1892

L’année 1888 a été marquée, en philosophie, par les événements suivants :

## Publications
- Friedrich Nietzsche publie deux ouvrages au cours de cette année-là, qui constitue le sommet intellectuel du philosophe, ce dernier perdant peu à peu la raison moins de deux ans après :
  - Le Cas Wagner  (Der Fall Wagner) ;
  - Crépuscule des idoles ou Comment on philosophe avec un marteau (Götzen-Dämmerung oder wie man mit dem Hammer philosophiert).

## Rédactions sans publication
- Nietzsche rédige aussi :
  - Ecce homo (Ecce homo. Wie man wird, was man ist) ; cet ouvrage ne sera publié de manière posthume qu'en 1908.
  - Nietzsche contre Wagner (Nietzsche contra Wagner).

## Naissances
- 11 juillet : Carl Schmitt, juriste et philosophe allemand, mort en 1985.

## Décès
- 15 avril : Joseph Dietzgen, philosophe socialiste allemand, né en 1828, mort à 59 ans.